# Lucas del Campo y Fernández
Lucas del Campo y Fernández (Alcalá de Henares, 18 de octubre de 1854-Madrid, 7 de diciembre de 1914) fue un político y parlamentario español, diputado de las Cortes de la Restauración en tres legislaturas consecutivas con el Partido Conservador de Maura durante el reinado de Alfonso XIII. Tuvo una notable dedicación al estudio del patrimonio histórico-artístico de Alcalá de Henares, en su condición de corresponsal de la Real Academia de la Historia.

## Biografía y actividad política
Lucas del Campo y Fernández nació en 1854 en la localidad de Alcalá de Henares en el seno de una acaudalada familia de propietarios y negociantes agrícolas. Obtuvo el título de Farmacia en 1878, aunque nunca ejerció como farmacéutico, dedicado primero a los negocios familiares y posteriormente a la política.
En 1891 fue elegido diputado para la Diputación Provincial de Madrid por el distrito de Alcalá de Henares-Chinchón, cargo en el que permaneció hasta el año 1901, dedicado fundamentalmente a la gestión de las obras de beneficencia que por entonces dependían de la Diputación Provincial.
En 1903 fue elegido diputado a las Cortes Generales por el distrito electoral de Alcalá de Henares, donde se mantendría durante tres legislaturas consecutivas en las filas conservadoras hasta 1910. En estos años se fueron alternando gobiernos conservadores (casi siempre liderados personalmente o en la sombra por Antonio Maura) y gobiernos liberales. Intervino en el desarrollo de la Ley Electoral de 1907, participando en el traspaso de la elaboración del censo electoral de los ayuntamientos al Instituto Geográfico y Estadístico.
A raíz de una intervención quirúrgica, falleció en el Sanatorio Inglés de Madrid el día 7 de diciembre de 1914. Sus restos descansan en el panteón de la familia del Campo, ubicado en el Cementerio municipal de San Roque de Alcalá de Henares. Era tío de Lucas del Campo López (1897-1972), quien sería alcalde de Alcalá de Henares en dos mandatos diferentes.

## Actividad cultural
|  |  |

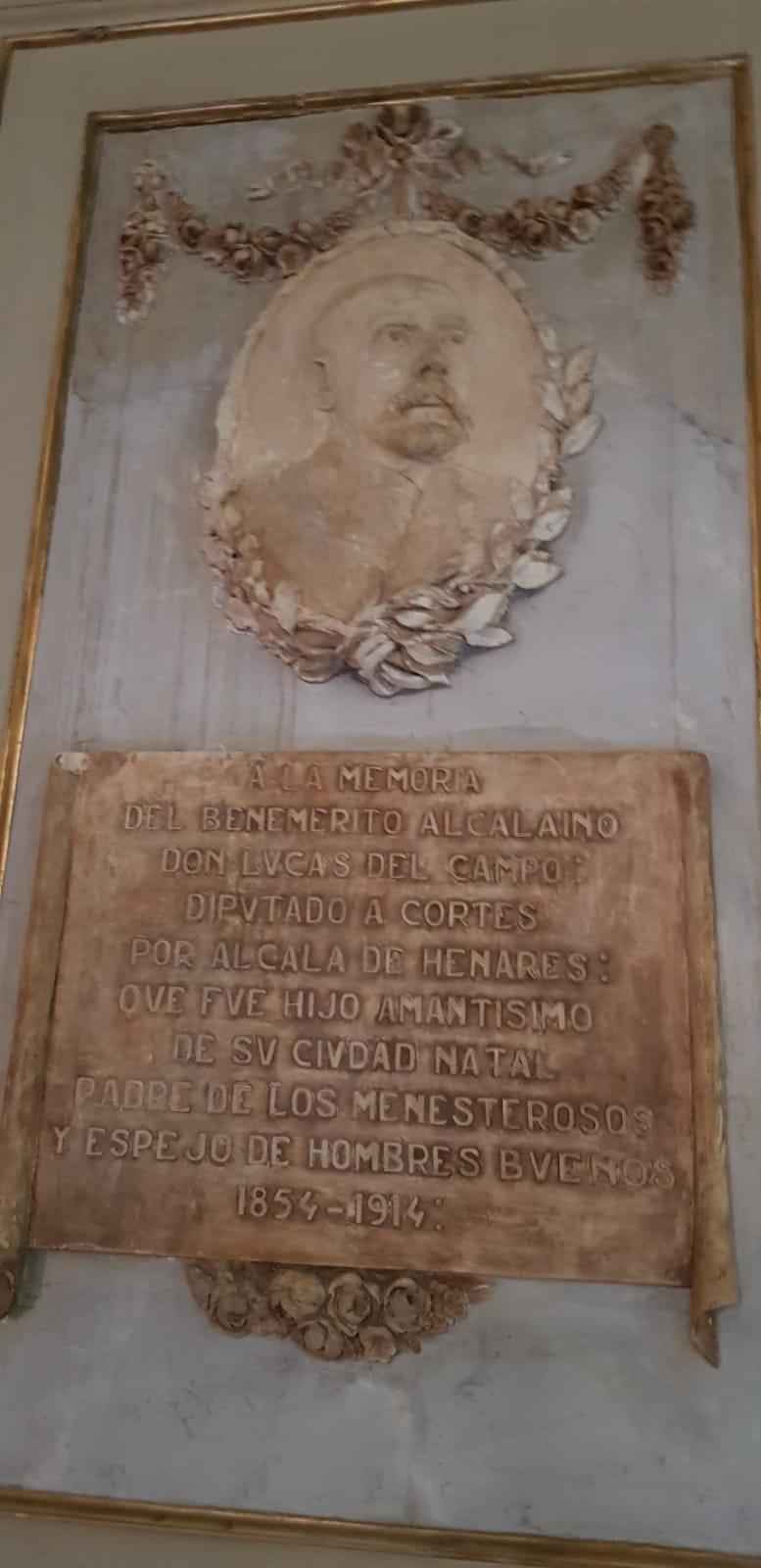
Placa conmemorativa en el salón de plenos del Ayuntamiento de Alcalá de Henares

Además de su actividad política, Lucas del Campo y Fernández mostró durante toda su vida un gran interés por el patrimonio histórico y artístico de su ciudad natal, Alcalá de Henares. Fue comisionado de la Real Academia de la Historia e integrante de la Subcomisión de Monumentos de Alcalá de Henares, manteniendo correspondencia con el arqueólogo Fidel Fita y con el historiador y numismático Adolfo de Herrera y Chiesanova.
Junto con Alejandro Pidal y Carlos Luis de Cuenca, formó parte en 1904 de la Junta encargada de la Celebración del III Centenario del Quijote, presidida por Marcelino Menéndez Pelayo.
Como parte de sus actividades de difusión de la cultura, patrocinó la edición de una colección de libros populares, que quedaron encuadrados en la denominada "Biblioteca Popular Circulante creada en Honor del Sr. Don Lucas del Campo", formando parte de las publicaciones del Patronato Social de Buenas Lecturas.
Muestra de su prestigio, recibió un homenaje de sus conciudadanos en 1910, donde Manuel Azaña pronunció un conocido discurso en honor de Lucas del Campo y Fernández.

## Reconocimientos
- Hasta el año 1979, en Alcalá de Henares hubo una céntrica calle con el nombre de Lucas del Campo, que pasó a llamarse desde entonces calle del Tinte.
- La sala de plenos del Ayuntamiento de Alcalá de Henares contiene una lápida conmemorativa (posiblemente desde el año 1915) en honor de Lucas del Campo y Fernández, incluyendo un medallón con su efigie en bajo-relieve, con la inscripción:

A LA MEMORIA / DEL BENEMERITO ALCALAINO / DON LVCAS DEL CAMPO / DIPVTADO A CORTES / POR ALCALA DE HENARES / QVE FVE HIJO AMANTISIMO / DE SV CIVDAD NATAL / PADRE DE LOS MENESTEROSOS / Y ESPEJO DE HOMBRES BVENOS / 1854 - 1914

.